# Dumfries
Dumfries (Dùn Phris or Druim Phris) is een voormalige burgh en plaats (town) in het bestuurlijke gebied Dumfries and Galloway. Dumfries telt ongeveer 33.000 inwoners
De plaats ligt nabij het kustwater Solway Firth en de monding van de rivier Nith in het zuidwesten van Schotland. Het was de hoofdplaats van het graafschap Dumfriesshire.
Dumfries is onder meer bekend doordat John III Comyn er in de kerk werd vermoord door zijn rivaal Robert the Bruce die dan koning van Schotland werd.

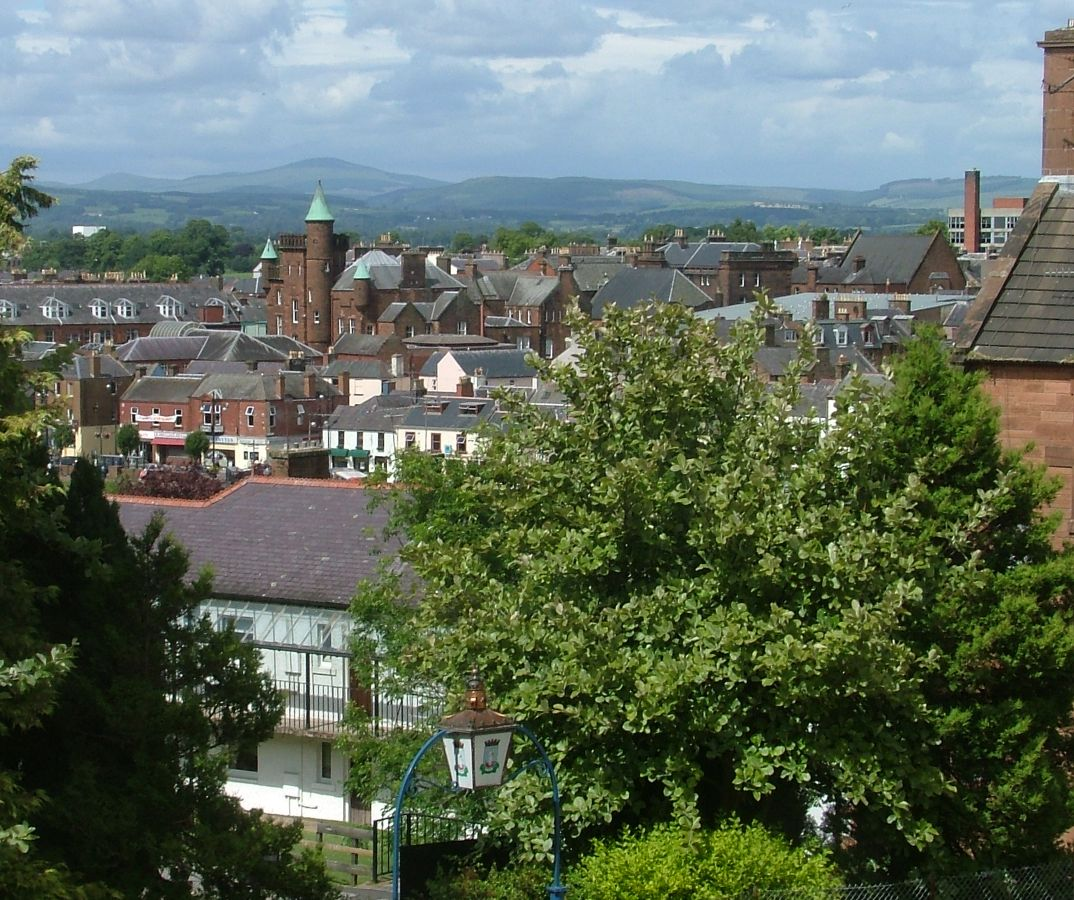
Uitzicht op Dumfries
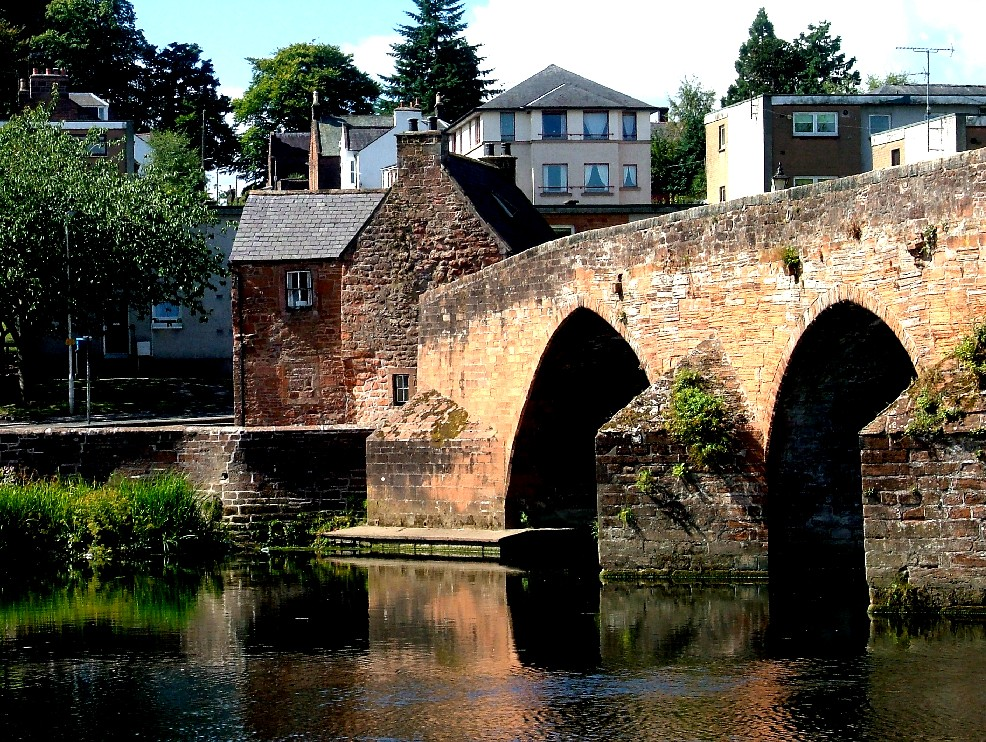
Devorgilla Bridge

## Partnerstad
- Passau (Duitsland), sinds 1957

## Geboren
- John Richardson (1787-1865), arts en natuuronderzoeker
- John Laurie (1897-1980), acteur
- Ray Wilson (1968), zanger
- Allan McNish (1969), coureur
- Calvin Harris (1984), singer-songwriter
- Cameron Bell (1986), voetballer
- Grant Hanley (1991), voetballer